# Ariadna decatetracantha
Ariadna decatetracantha là một loài nhện trong họ Segestriidae.
Loài này thuộc chi Ariadna. Ariadna decatetracantha được Barbara York Main miêu tả năm 1954.